# Soumont-Saint-Quentin
Soumont-Saint-Quentin è un comune francese di 586 abitanti situato nel dipartimento del Calvados nella regione della Normandia.

## Società

### Evoluzione demografica
Abitanti censiti